# Ravengiersburg
Ravengiersburg ist eine Ortsgemeinde im Rhein-Hunsrück-Kreis in Rheinland-Pfalz. Sie gehört der Verbandsgemeinde Simmern-Rheinböllen an. Im Ort befindet sich die unter dem Namen „Hunsrückdom“ bekannte St. Christophorus-Kirche.

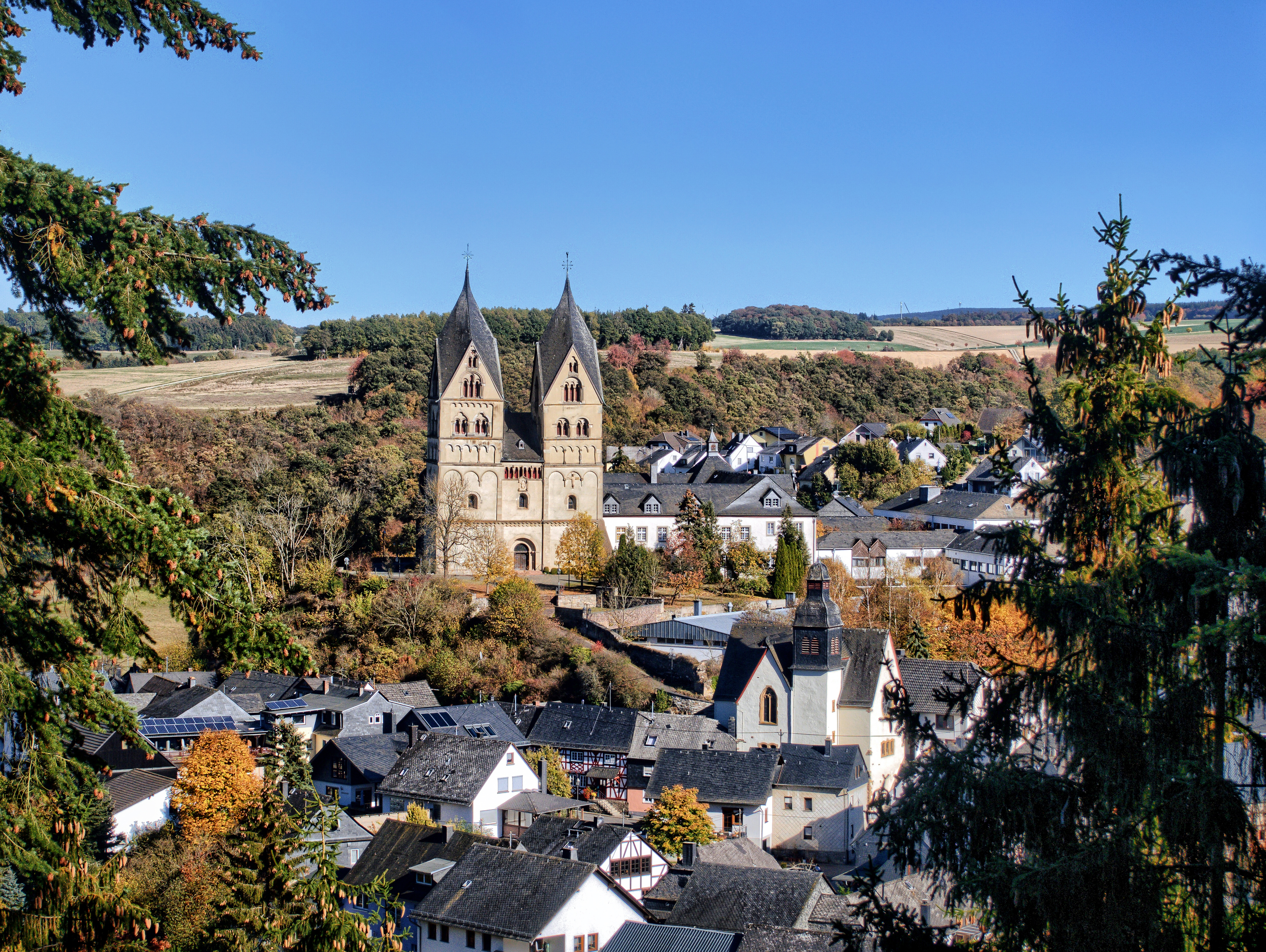
Ravengiersburg mit dem dominierenden "Hunsrückdom" und der neugotischen evangelischen Kirche

## Geographie

### Geographische Lage
Ravengiersburg liegt im Simmerbachtal zentral im Hunsrück. Der Dorfkern ist rund um die Klosterkirche eng bebaut. Zum Ort Ravengiersburg gehört der in südlicher Richtung gelegene Weiler Neuhof. Westlich von Ravengiersburg mündet der Kauerbach in den Simmerbach.

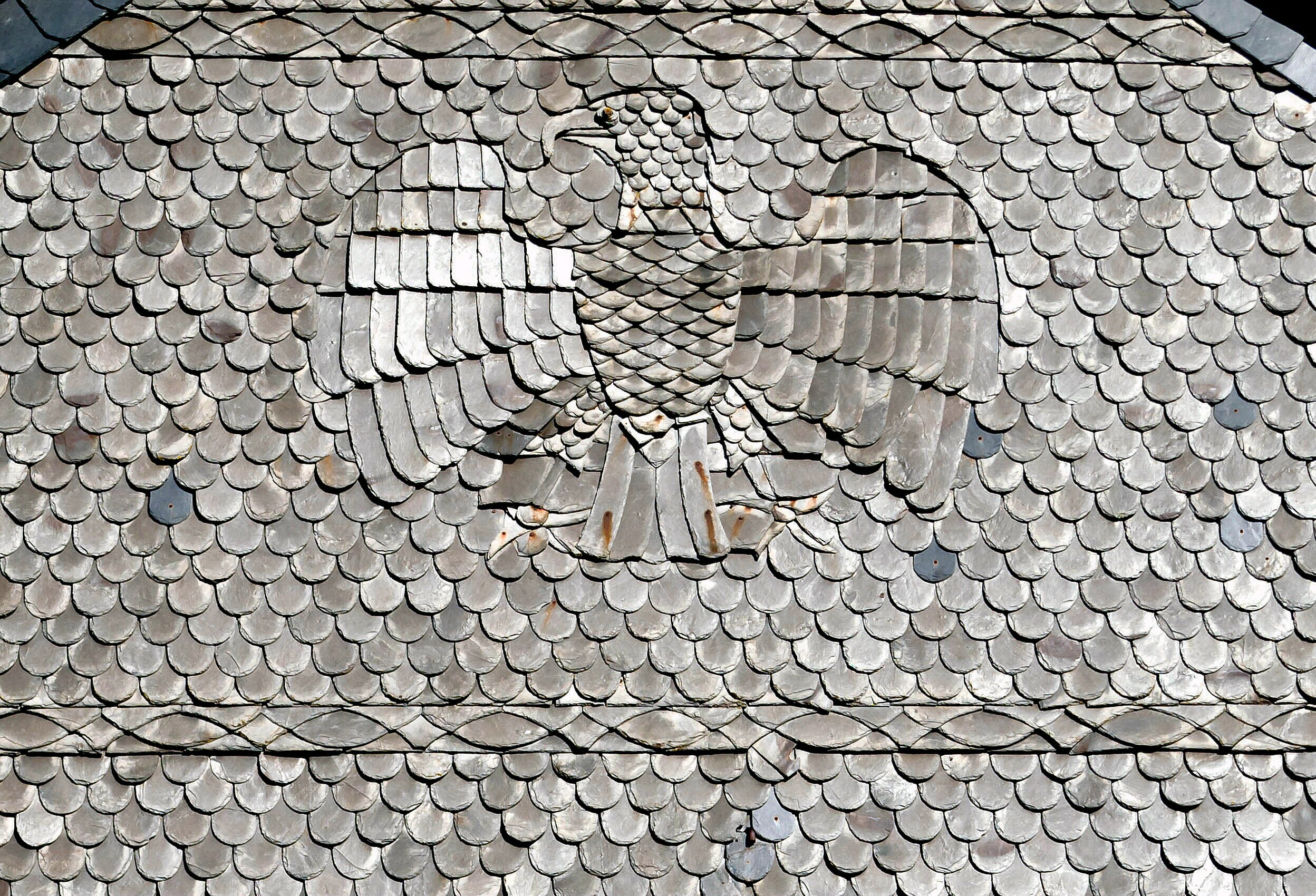
Kunstvoll aus Dachschiefer gestaltete Hauswand

### Flächennutzung
Die gesamte Gemeindefläche beträgt 6,16 km², davon sind 2,29 km² mit Wald bedeckt.

## Geschichte
Die erste urkundliche Erwähnung des Ortes stammt aus dem Jahre 974. Der Name stammt von dem Grafen Rabangar, der seinerzeit auf dem steilen Felsen über dem Simmerbach eine Burg erbaute. Die  Gründung des Augustiner-Chorherren-Stifts Ravengiersburg  geht auf das Jahr 1074 zurück. Das Kloster wurde an Stelle der salischen Burg der Grafen im Trechirgau gegründet. In der Schenkungsurkunde von Ländereien an das Kloster wird zum ersten Mal der Hundesrucha, der Hunsrück erwähnt.
1410 kamen Kloster und Ort an das neu geschaffene Herzogtum Pfalz-Simmern. Das Kloster entwickelte sich zum größten Grundbesitzer zwischen Mosel und Nahe. 1564 wurde es jedoch bei Einführung der Reformation im Herzogtum aufgelöst, mehrere Versuche der Wiederbelebung schlugen fehl. 1631 wurde das Kloster schließlich durch schwedische Truppen während des Dreißigjährigen Krieges niedergebrannt. 1673 wurde die Kurpfalz Landesherr. Die heutige Kirche ließ zwischen 1718 und 1722 Kurfürst Karl III. Philipp von der Pfalz errichten. Mit der Besetzung des linken Rheinufers durch französische Revolutionstruppen 1794 wurde der Ort französisch, 1815 wurde er auf dem Wiener Kongress dem Königreich Preußen zugeordnet. Nach dem Ersten Weltkrieg zeitweise wieder französisch besetzt, ist der Ort seit 1946 Teil des damals neu gebildeten Landes Rheinland-Pfalz.

## Politik

### Gemeinderat
Der Gemeinderat in Ravengiersburg besteht aus acht Ratsmitgliedern, die bei der Kommunalwahl 2019 in einer Mehrheitswahl gewählt wurden, und dem ehrenamtlichen Ortsbürgermeister als Vorsitzendem.

### Bürgermeister
Ortsbürgermeister ist Klaus Spang. Bei der Kommunalwahl am 26. Mai 2019 war kein Kandidat angetreten, er wurde am 8. Juli 2019 durch den Gemeinderat gewählt und ist damit Nachfolger von Karl-Peter Breuer.

### Wappen
| Wappen von Ravengiersburg | Blasonierung: „Gevierteilt, 1 in Silber (Weiß) eine blaue Lilie, 2 in Schwarz einen zweitürmigen silbernen (weißen) Klosterbau mit Treppengiebeln, schwarzen Fenstern und Tor, 3 in Schwarz ein linksgerichteter rotbewehrter goldener (gelber) Löwe, 4 schräg gerautet (-geweckt) in Blau und Silber (Weiß).“                                 |
| Wappen von Ravengiersburg | Wappenbegründung: Das Wappen zeigt eine Lilie, die für das 1074 gegründete Augustiner-Chorherrenstift steht sowie das Kloster Ravengiersburg, welches redend für den Ortsnamen steht. Im unteren Teil sind die Symbole der ehemaligen kurpfälzischen Landesherren zu sehen; sie erinnern gleichzeitig an das frühere Fürstentum Pfalz-Simmern. |

## Kultur und Sehenswürdigkeiten

### Vereinsleben
Aktive Vereine sind „Die Ravenger – Verein für Brauchtumspflege Ravengiersburg e. V.“, der Hunsrücker Dombauverein, ein Anglerverein und der HSV 70 (Sportverein). Außerdem betrieb bis 2006 die Katholische Arbeitnehmer-Bewegung, KAB, ein großes Berufsbildungswerk in den Klostergebäuden. Weiterhin erwähnenswert ist ein seit 1978 funktionierender Jugendtreffpunkt.

### Bauwerke
Die wichtigste Sehenswürdigkeit ist das Kloster Ravengiersburg mit der romanischen Doppelturmfassade der St. Christophorus-Kirche. Die imposante Kirche wird auch „Hunsrückdom“ genannt.
Siehe auch: Liste der Kulturdenkmäler in Ravengiersburg